# Against All Odds (Take a Look at Me Now)
Against All Odds (Take a Look at Me Now) – ballada rockowa Phila Collinsa, którą na początku 1984 roku wydano na singlu. „Against All Odds…” jest tytułową piosenką z filmu Przeciw wszystkim. W utworze podmiot liryczny prosi swoją byłą ukochaną o spojrzenie na niego, wiedząc, że uratowanie związku jest bardzo trudne, ale że warto spróbować. Piosenka weszła również do repertuaru innych wykonawców, m.in. Mariah Carey, Varius Manx, The Postal Service, Steve Brookstein lub Bonnie Tyler.
Nagranie uzyskało w Polsce certyfikat złotej płyty.
Pierwotnie nazwana „How Can You Just Sit There?”, piosenka była jedną z wielu, które Collins napisał pod wpływem rozwodu i miała znaleźć się na jego pierwszej płycie Face Value (1981). Ostatecznie utwór nie zmieścił się na albumie i został wydany trzy lata później jako główna piosenka filmu Przeciw wszystkim. Piosenka stała się przebojem, zdobywając pierwsze miejsce na listach przebojów w USA i drugie w Wielkiej Brytanii. Została także nominowana do Nagrody Grammy, Złotego Globu i Oscara.
Teledysk, oparty głównie na scenach z filmu, zdobył pierwsze miejsce na liście najlepszych teledysków MTV i utrzymał je przez kilka tygodni, ostatecznie zajmując czwarte miejsce na liście najlepszych teledysków w 1984.

## Listy przebojów
| Lista (1984)                                 | Najwyższa pozycja |
| -------------------------------------------- | ----------------- |
| Kanada                                       | 1                 |
| Dutch Singles Chart                          | 12                |
| German Singles Chart                         | 9                 |
| UK Singles Chart                             | 2                 |
| U.S. Billboard Hot 100                       | 1                 |
| U.S. Billboard Hot Adult Contemporary Tracks | 3                 |
| U.S. Billboard Hot Mainstream Rock Tracks    | 1                 |

## Wersja Westlife i Mariah Carey
Mariah Carey wraz z zespołem Westlife nagrała kolejną wersję utworu Phila Collinsa we wrześniu 2000. Utwór został wydany kilka miesięcy po solowej wersji Mariah. Singel największą popularność zdobył w Wielkiej Brytanii i Irlandii, gdzie zajął #1 pozycję najpopularniejszych utworów stając się szóstym numerem 1 na UK Singles Chart, dla Mariah był to drugi singel który dotarł do pierwszego miejsca, jednak do tej pory indywidualnie udało się to tylko utworowi „Without You”. Singel sprzedał się w nakładzie 375.000 egzemplarzy w całej Wielkiej Brytanii. Teledysk do piosenki pokazuje Carey i Westlife podczas nagrywania utworu i zwiedzania wyspy Capri statkiem.

### Spis utworów
UK CD1
1. „Against All Odds (Take a Look at Me Now)” (Mariah Carey Featuring Westlife) – 3:21
2. „Against All Odds (Take a Look at Me Now)” (Pound Boys Main Mix) – 9:09
3. „Against All Odds (Take a Look at Me Now)” (Mariah Only Version) – 3:21
4. „Westlife Interview” – 4:00

UK CD2
1. „Against All Odds (Take a Look at Me Now)” (Mariah Carey Featuring Westlife) – 3:21
2. „Against All Odds (Take a Look at Me Now)” (Westlife Only Version) – 3:21
3. „Against All Odds (Take a Look at Me Now)” (Pound Boys Dub) – 6:48
4. „Against All Odds (Take a Look at Me Now)” (Video) – 3:21

UK Cassette
1. „Against All Odds (Take a Look at Me Now)” (Mariah Carey Featuring Westlife) – 3:21
2. „Against All Odds (Take a Look at Me Now)” (Pound Boys Radio Edit) – 3:48

Australian Single
1. „Against All Odds (Take a Look at Me Now)” (Mariah Carey Featuring Westlife) – 3:21
2. „Against All Odds (Take a Look at Me Now)” (Pound Boys Main Mix) – 9:09
3. „Against All Odds (Take a Look at Me Now)” (Mariah Only Version) – 3:39

Japanese Single
1. „Against All Odds (Take a Look at Me Now)” (Mariah Carey Featuring Westlife) – 3:21
2. „Against All Odds (Take a Look at Me Now)” (Pound Boys Radio Edit) – 3:48
3. „Against All Odds (Take a Look at Me Now)” (Mariah Only Version) – 3:39
4. „Against All Odds (Take a Look at Me Now)” (Instrumental) – 3:21

### Listy przebojów
| Lista (2000)                   | Najwyższa pozycja |
| ------------------------------ | ----------------- |
| Australian Singles Chart       | 52                |
| Belgian Flandres Singles Chart | 50                |
| Belgian Wallonia Singles Chart | 31                |
| Dutch Singles Chart            | 29                |
| Irish Singles Chart            | 1                 |
| Japanese Singles Chart         | 78                |
| Swedish Singles Chart          | 3                 |
| UK Singles Chart               | 1                 |